# Łuki (obwód grodzieński)
Łuki (biał. Лукі; ros. Луки) – agromiasteczko na Białorusi, w obwodzie grodzieńskim, w rejonie korelickim, w sielsowiecie Łuki.
Znajduje się tu parafialna cerkiew prawosławna pw. Zmartwychwstania Pańskiego.

## Historia
W dwudziestoleciu międzywojennym leżały w Polsce, w województwie nowogródzkim, w powiecie stołpeckim, w gminie Żuchowicze. W 1921 liczyły 955 mieszkańców, zamieszkałych w 176 budynkach, w tym 952 Białorusinów i 3 Polaków. Wszyscy mieszkańcy byli wyznania prawosławnego.
Po II wojnie światowej w granicach Związku Sowieckiego. Od 1991 w niepodległej Białorusi.

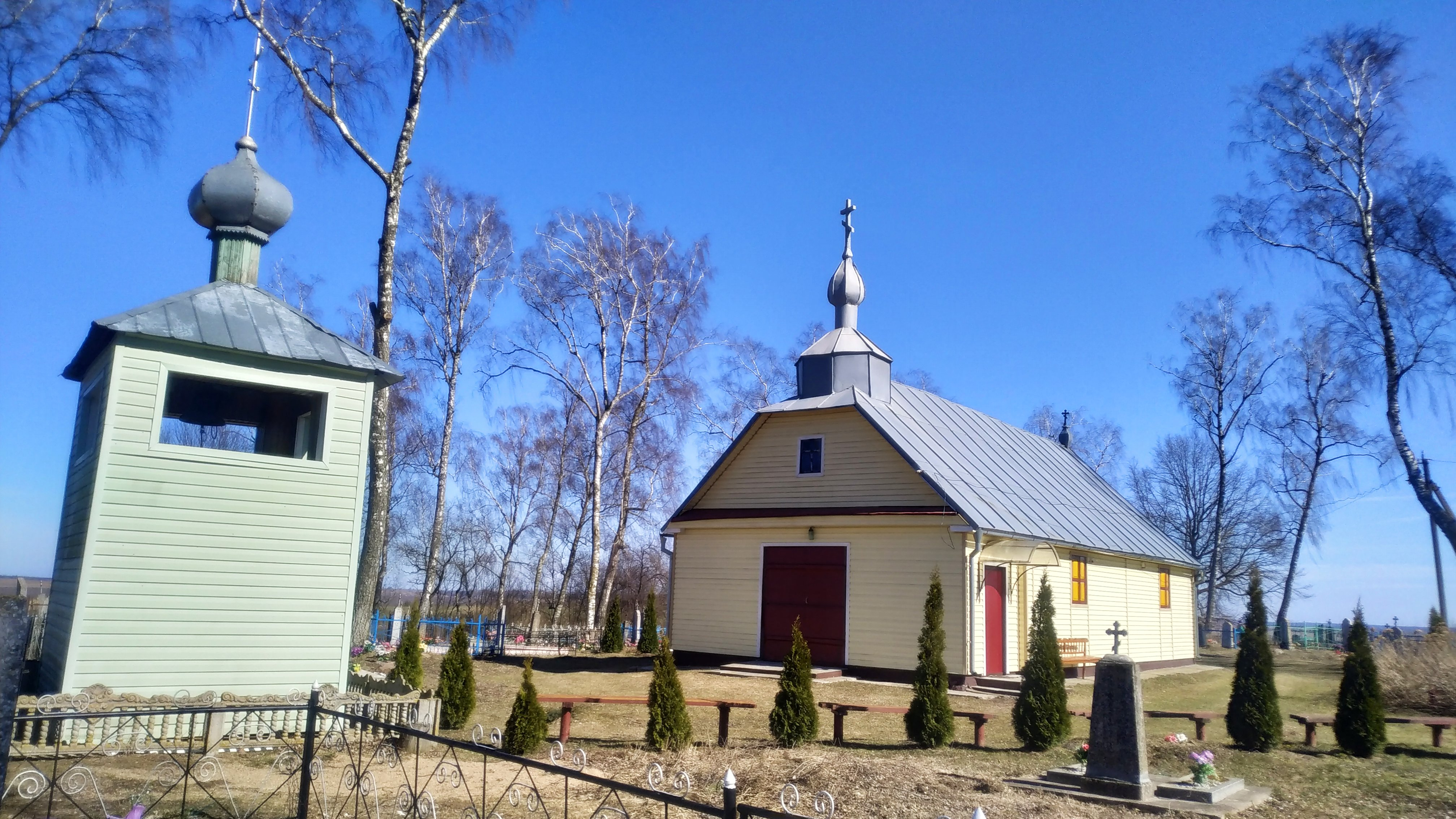
Cerkiew Zmartwychwstania Pańskiego
Kapliczka